# Episodi di Cuore e batticuore (quinta stagione)
La quinta stagione della serie televisiva Cuore e Batticuore è stata trasmessa negli Stati Uniti in prima visione dal 27 settembre 1983 al 22 maggio 1984 sulla ABC.
In Italia è andata in onda a partire dal 20 febbraio 1985 dal lunedì al sabato in prima serata su Rai 2.
| n° | Titolo originale              | Titolo italiano              | Prima TV USA      | Prima TV Italia  |
| -- | ----------------------------- | ---------------------------- | ----------------- | ---------------- |
| 1  | Two Harts Are Better Than One | E da quel giorno...          | 27 settembre 1983 | 20 febbraio 1985 |
| 2  | Straight Through the Hart     | Una mazza da polo            | 4 ottobre 1983    | 21 febbraio 1985 |
| 3  | Hostage Hearts                | La corona di Giuseppina      | 18 ottobre 1983   | 22 febbraio 1985 |
| 4  | Pandora Has Wings             | Il volo di Pandora           | 25 ottobre 1983   | 23 febbraio 1985 |
| 5  | Harts and Hounds              | È questa la caccia           | 1º novembre 1983  | 25 febbraio 1985 |
| 6  | Love Game                     | Doppio misto                 | 8 novembre 1983   | 26 febbraio 1985 |
| 7  | Passing Chance                | Dalla Grecia appena in tempo | 15 novembre 1983  | 27 febbraio 1985 |
| 8  | Long Lost Love                | Ricordo di un amore perduto  | 22 novembre 1983  | 28 febbraio 1985 |
| 9  | Highland Fling                | Brindisi per il clan         | 29 novembre 1983  | 1º marzo 1985    |
| 10 | Year of the Dog               | Questa è la Cina             | 13 dicembre 1983  | 2 marzo 1985     |
| 11 | Trust Your Hart               | Lisa                         | 20 dicembre 1983  | 4 marzo 1985     |
| 12 | Harts On the Run              | Obiettivo Jennifer           | 3 gennaio 1984    | 5 marzo 1985     |
| 13 | Whispers in the Wings         | Fiori per uno spettro        | 10 gennaio 1984   | 6 marzo 1985     |
| 14 | Max's Waltz                   | Il valzer di Max             | 17 gennaio 1984   | 7 marzo 1985     |
| 15 | The Dog Who Knew Too Much     | Il cane che sapeva troppo    | 24 gennaio 1984   | 8 marzo 1985     |
| 16 | Silent Dance                  | Danza silenziosa             | 31 gennaio 1984   | 9 marzo 1985     |
| 17 | Death Dig                     | Vacanza a Rodi               | 21 febbraio 1984  | 11 marzo 1985    |
| 18 | The Shooting                  | La cinepresa                 | 28 febbraio 1984  | 12 marzo 1985    |
| 19 | Slam Dunk                     | Il nipote di Max             | 6 marzo 1984      | 13 marzo 1985    |
| 20 | Larsen's Last Jump            | L'ultimo salto di Larsen     | 13 marzo 1984     | 14 marzo 1985    |
| 21 | Always, Elizabeth             | La visita di Elizabeth       | 15 maggio 1984    | 15 marzo 1985    |
| 22 | Meanwhile, Back at the Ranch  | Controfigura per gli Hart    | 22 maggio 1984    | 16 marzo 1985    |